# Conclaaf van 2005

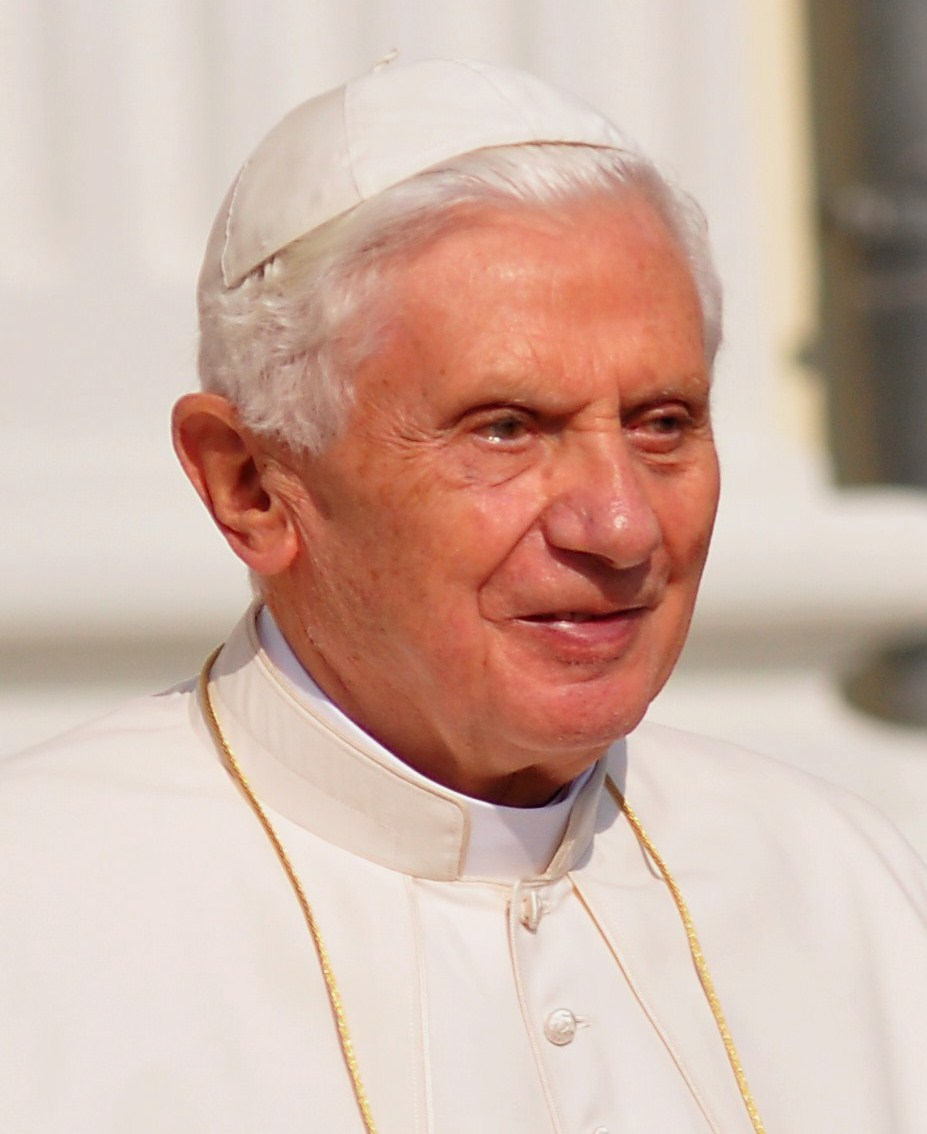
Paus Benedictus XVI

Het conclaaf van 2005 begon op 18 april en volgde 16 dagen op de dood van paus Johannes Paulus II die op 2 april stierf.. Het conclaaf eindigde de daaropvolgende dag, 19 april, om 17:50 uur, toen witte rook uit de Sixtijnse Kapel opsteeg, en om 18 uur luidden de klokken. Om 18.45 uur klonk het Habemus papam (letterlijk vertaald 'Wij hebben een paus'), uitgesproken door de Chileense kardinaal Jorge Arturo Medina Estévez, en werd de Duitser Joseph Aloisius Ratzinger voorgesteld als paus Benedictus XVI aan het publiek op het Sint-Pietersplein.

## Verloop
Zoals altijd werd vóór de verkiezing van een paus een conclaaf gehouden. Het College van Kardinalen telde 183 leden, maar er mogen er maximaal 120 aan een conclaaf deelnemen, die bovendien jonger dan 80 jaar moeten zijn. De Filipijn Jaime Lachica Sin en de Mexicaan Adolfo Suárez Rivera waren om gezondheidsredenen afwezig, zodat er uiteindelijk 115 deelnemers waren. Daarbij bevonden zich slechts drie kardinalen jonger dan 80 jaar die niet door paus Johannes Paulus II waren gecreëerd, onder wie kardinaal Joseph Ratzinger.
De kardinalen kwamen uit 52 landen over de hele wereld. 33 landen hadden maar één kardinaal, Italië had er 20, de Verenigde Staten van Amerika 11 en Duitsland zes. Nederland had twee kardinalen: Johannes Willebrands, met 95 jaar de oudste van alle kardinalen, en Adrianus Simonis, 73 jaar, van wie alleen laatstgenoemde aan het conclaaf mocht deelnemen. België had één kardinaal: Godfried Danneels, die tevens genoemd werd als mogelijke opvolger.
Het Vaticaan maakte op 5 april bekend dat wanneer er bij dit conclaaf een paus verkozen zou zijn dat niet alleen met de traditionele witte rook zou worden aangekondigd, maar ook door de klokken van de Sint-Pieterskerk te luiden. Dit was het eerste conclaaf in de geschiedenis waarbij gebruikgemaakt werd van het in 1996 gereedgekomen Domus Sanctae Marthae, een gastenverblijf waar de kardinalen de nacht tijdens het conclaaf doorbrachten.
Op 18 april, de eerste dag van het conclaaf, werd 's morgens een Heilige Mis geconcelebreerd Pro Eligendo Pontifice door alle kardinalen, waarin de kardinaal-deken, Joseph Ratzinger, voorging en een preek hield waarin de vriendschap met Christus als taak voor de herders werd beschreven. Om 16.30 uur trokken de kardinalen in processie de Sixtijnse Kapel in, waar ze de eed aflegden. Op 19 april om even voor 18 uur steeg witte rook op. (Kardinaal Simonis wist later te melden dat ook de Sixtijnse Kapel vol rook stond.) Dit werd na enkele minuten bevestigd door de klokken: in slechts vier stemronden was een nieuwe paus verkozen.

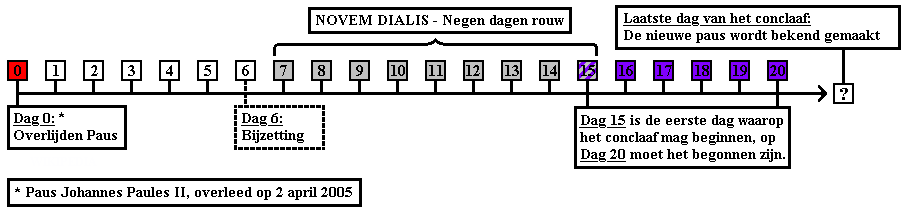
Verloop van de gebeurtenissen in het Vaticaan in april 2005. Zie voor meer informatie over de gang van zaken bij een conclaaf het gelijknamige artikel.

## Stemgerechtigde kardinalen

### Per continent/regio
- Europa: 58
- Latijns-Amerika: 21
- Noord-Amerika: 14
- Afrika: 11
- Azië: 10
- Oceanië: 2
- Midden-Oosten: 1

### Per land
- 20 kardinalen: Italië
- 11 kardinalen: Verenigde Staten
- 6 kardinalen: Duitsland, Spanje
- 5 kardinalen: Frankrijk
- 4 kardinalen: Brazilië, Mexico
- 3 kardinalen: Canada, Colombia, India, Polen
- 2 kardinalen: Chili, Hongarije, Japan, Nigeria, Filipijnen, Portugal, Oekraïne, Verenigd Koninkrijk
- 1 kardinaal: Argentinië, Australië, België, Bolivia, Bosnië en Herzegovina, Cuba, Dominicaanse Republiek, Ghana, Guatemala, Honduras, Indonesië, Ierland, Ivoorkust, Kameroen, Kongo, Kroatië, Letland, Litouwen, Madagaskar, Nederland, Nieuw-Zeeland, Nicaragua, Oeganda, Oostenrijk, Peru, Soedan, Syrië, Tanzania, Thailand, Tsjechië, Vietnam, Zuid-Afrika, Zwitserland

## Enkelepapabili
Als mogelijke opvolger van paus Johannes Paulus II werden genoemd:
- Joseph Ratzinger, Duitsland, geboren op 16 april 1927, deken, kardinaal-bisschop van Velletri-Segni en prefect van de Congregatie voor de Geloofsleer. Vanwege zijn leeftijd werd hij gezien als tussenpaus, maar vooral als pausmaker.
- Óscar Andrés Rodríguez Maradiaga, Honduras, geboren op 29 december 1942, aartsbisschop van Tegucigalpa. Vertegenwoordiger van de Latijns-Amerikaanse geloofsgemeenschap.
- Carlo Maria Martini, Italië, geboren op 15 februari 1927, aartsbisschop-emeritus van Milaan. Werd gezien als progressieve tegenhanger van Ratzinger, maar was evenals laatstgenoemde al 78 jaar, dus ook eerder een pausmaker volgens de meeste Vaticaankenners.
- Dionigi Tettamanzi, Italië, geboren op 14 maart 1934, aartsbisschop van Milaan. Werd als gematigd gezien.
- Christoph Schönborn, Oostenrijk, geboren op 22 januari 1945, aartsbisschop van Wenen. Meertalig. Gold als een diplomaat.

### Outsiders
- Cláudio Hummes, Brazilië, geboren op 8 augustus 1934, aartsbisschop van São Paulo. Ook een vertegenwoordiger van de Latijns-Amerikaanse geloofsgemeenschap.
- Francis Arinze, Nigeria, geboren op 1 november 1932. Had de eerste paus met een donkere huidskleur kunnen zijn.
- Giacomo Biffi, Italië, geboren op 13 juni 1928, aartsbisschop van Bologna.
- Godfried Danneels, België, geboren op 4 juni 1933, aartsbisschop van Mechelen-Brussel. Was favoriet bij hervormingsgezinden. Ook meertalig. Zou op dat ogenblik de ideale leeftijd gehad hebben.
- Lubomyr Husar, Oekraïne, geboren op 26 februari 1933.
- Jorge Mario Bergoglio, Argentinië, geboren op 17 december 1936 (hij werd in 2013, na het aftreden van Ratzinger, tot paus gekozen).

Vooraf leek de kans dat opnieuw een niet-Italiaanse paus gekozen werd groot. Het aandeel Italiaanse kardinalen neemt voortdurend af. Tegenover 20 Italiaanse stonden 21 Latijns-Amerikaanse kardinalen, zodat bij een patstelling een kardinaal uit een ander Europees land als compromis had kunnen dienen. Voor een paus uit nog een ander werelddeel leek het nog te vroeg.

## Opinies over de pauskeuze
De Nederlandstalige pers lijkt weinig gelukkig met de uitkomst van het conclaaf:
NRC Handelsblad: De reactionaire lijn van Rome wordt met Benedictus XVI voortgezet. (...) De politieke gevolgen van het oerconservatieve bewind van het Vaticaan beginnen ondraaglijk te worden. De officiële roomse visie op geboortebeperking en het gebruik van condooms tegen aids, en het moraliserende oordeel hierover, zijn niet alleen achterlijk, maar vooral schadelijk.
Reformatorisch Dagblad: Met de keuze van Ratzinger zet Rome de hakken weer in het zand. (...) Ratzinger weet zijn compromisloze boodschap te verpakken in een ootmoedige jas.
De Standaard: Wie nog had verwacht of gehoopt dat er, na het immobilisme waarin de eindfase van het pontificaat van Johannes Paulus II baadde, een verfrissende nieuwe wind door het Vaticaan zou waaien, mag alle illusies opbergen. (...) Benedictus XV stond tijdens en kort na de Eerste Wereldoorlog bekend als voorstander van vernieuwing. De tijd zal uitwijzen of in de naamkeuze een onverwacht programma besloten ligt. Maar niets in de voorgeschiedenis van deze Duitse paus wijst in die richting.
Trouw: De nieuwe paus is met [zijn voorganger] in 25 jaar versmolten tot de stugge houwdegen van het ene grote, katholieke gelijk. De kardinalen die hem zo schielijk omhoog hebben geheven vonden het kennelijk te vroeg voor iets nieuws, misschien waren ze er ook onmachtig toe.
De Volkskrant: Het is natuurlijk mogelijk dat de bijzondere verantwoordelijkheid van het hoogste ambt een genadiger en flexibeler leidsman van hem zal maken, maar zijn staat van dienst stemt niet hoopvol.
Veel katholieke gelovigen waren na afloop van het conclaaf en de aanstelling van paus Benedictus XVI geschokt door de eerder koele indruk die de Belgische kardinaal Danneels gaf tijdens de persconferentie die hij daags na de beëindiging van het conclaaf in Rome gaf. Anderen, zoals monseigneur André-Mutien Léonard, schreven dit eerder toe aan de algemene koele en gematigde inborst van de kardinaal. Dat hij omwille van deze persconferentie de uitnodiging voor het feestmaal met de kardinalen ter ere van de nieuwe paus op 20 april 2005 afsloeg, wordt algemeen aanzien als een veelzeggend gebaar.
Kardinaal Simonis daarentegen uitte zijn blijdschap met de verkiezing van Benedictus XVI.